# Newport Rebels
Newport Rebels è un album pubblicato sotto la Jazz Artists Guild da un supergruppo guidato dal bassista Charles Mingus e dal batterista Max Roach, registrato nel novembre 1960 e pubblicato dall'etichetta Candid Records.
Durante il Festival jazz di Newport del 1960, Mingus e Roach promossero un controfestival di protesta contro le scelte musicali degli organizzatori del festiva ufficiale. Il controfestival si tenne in un luogo chiamato Cliff Walk Manor e oltre due promotori vi aderirono vari altri musicisti quali Coleman Hawkins e Jo Jones. I musicisti che aderirono a tale protesta si diedero il nome di Newport Rebels e al ritorno a New York venne inciso il disco omonimo.

## Tracce
1. Mysterious blues – 08:35 (Charles Mingus)
2. Cliff walk – 09:39 (Booker Little)
3. Wrap your troubles in dreams – 03:49 (Harry Barris, Ted Koehler, Bully Moll)
4. Tain't nobody bizness if I do – 07:11 (Porter Grainger, Everett Robbins)
5. Me and you – 09:46 (Roy Eldridge, Charles Mingus, Tommy Flanagan, Jo Jones)

## Formazione
- Charles Mingus– Contrabbasso (brano 1, 3 e 5)
- Roy Eldridge – tromba (brano 1, 3 e 5)
- Eric Dolphy – sassofono alto (brano 1, 4)
- Jo Jones – batteria (in tutti i brani)
- Booker Little – tromba (brano 2)
- Jimmy Knepper – trombone (brano 1)
- Tommy Flanagan – piano (nel brano 1, 3 e 5)
- Max Roach – batteria (nel brano 2)
- Abbey Lincoln– Voce (nel brano 4)
- Peck Morrison– Contrabbasso (brano 2 e 4)
- Julian Priester – trombone (brano 2)
- Walter Benton – sassofono tenore (brano 2
- Benny Bailey – tromba (brano 4)
- Kenny Dorham – piano (nel brano 4)